# Frontera entre el Brasil i el Paraguai
La frontera entre el Brasil i el Paraguai és la frontera internacional que separa els departaments paraguaians de l'Alt Paraguai, Concepción, Amambay, Alto Paraná i Canindeyú dels estats brasilers de Paranà i Mato Grosso do Sul. Creua una varietat de terreny, des de grans zones urbanes fins a deserts inhòspits i aiguamolls. Comença a la fita trifini entre Foz do Iguaçu i Presidente Franco, i acaba al trifini a la frontera amb Bolívia, prop de la ciutat paraguaiana de Bahía Negra. A la frontera entre el Brasil i el Paraguai, es troba la Central Hidroelèctrica d'Itaipú, que és la major presa hidroelèctrica del món a generar energia.

## Història
La fixació de la frontera va ocórrer després de la Guerra de la Triple Aliança, quan el 1872 es va signar un tractat de pau amb el Paraguai, el qual també contenia els seus límits amb el Brasil, i que segons Hélio Viana, respectava els convenis de l'època colonial i reivindicava per al Brasil les terres ocupades i explorades pels portuguesos i brasilers.

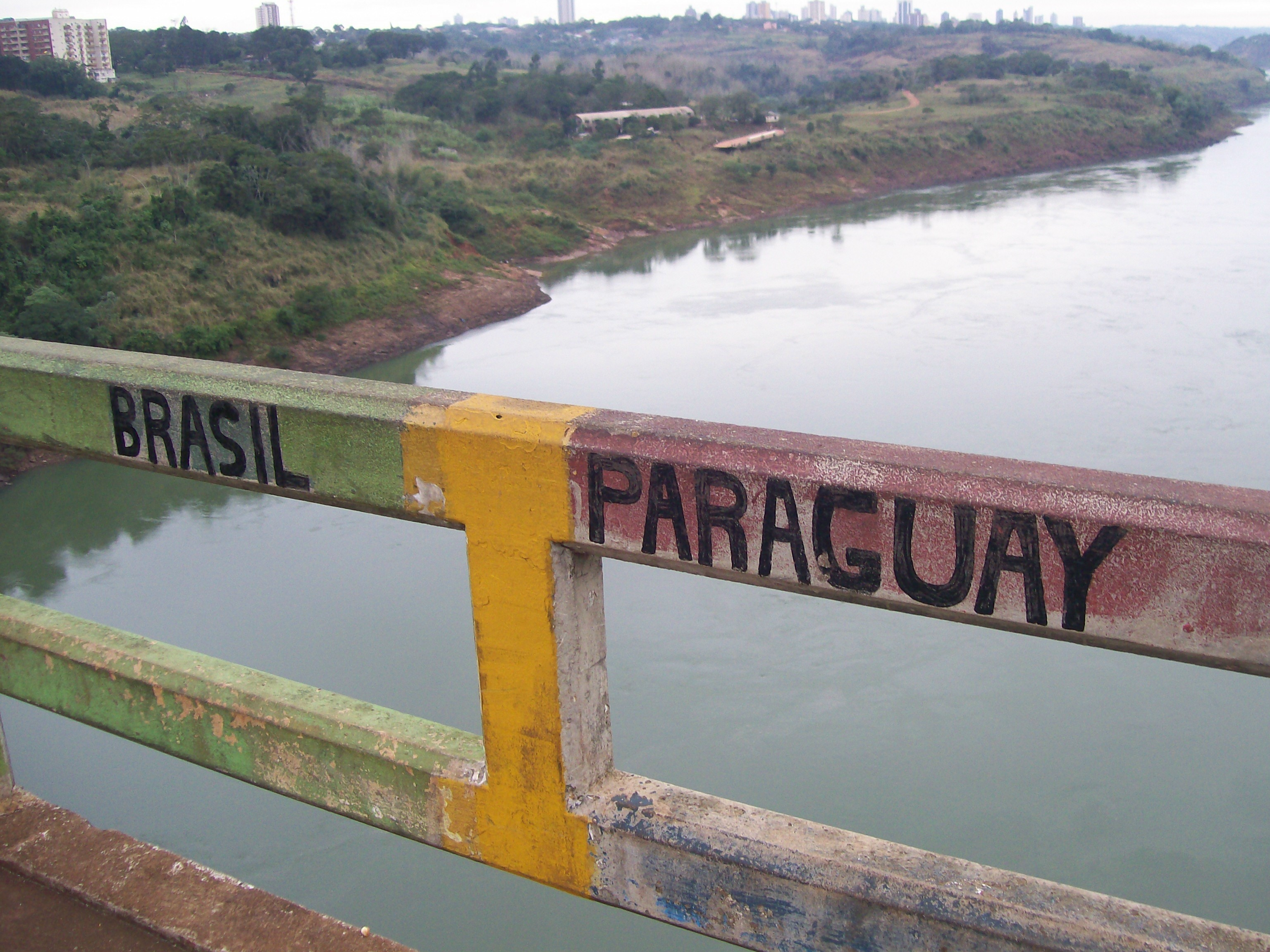
El punt exacte de la línia de frontera entre el Brasil i el Paraguai, al Pont Internacional de l'Amistat.

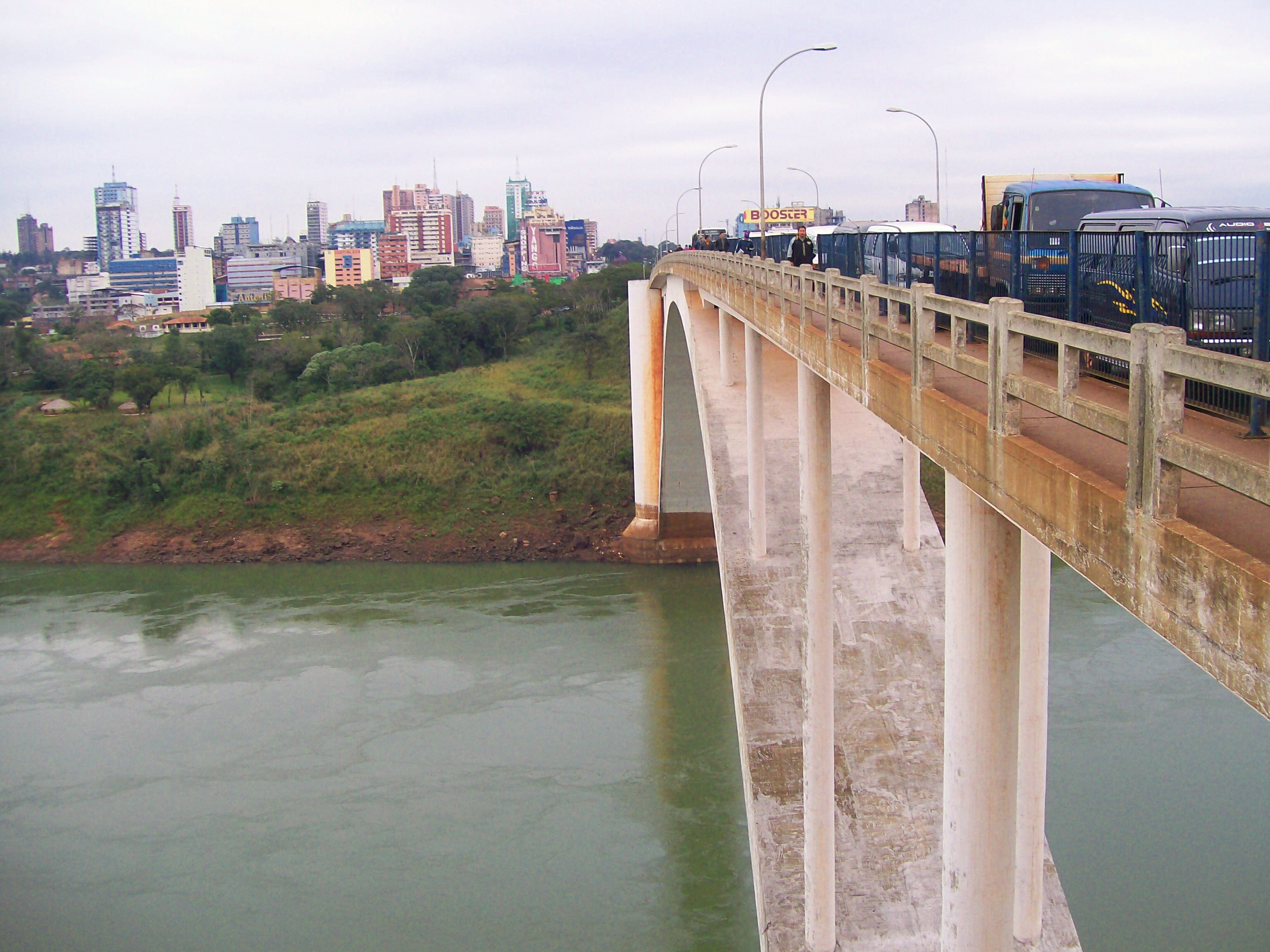
El Pont Internacional de l'Amistat, situat entre Foz do Iguaçu (Brasil) i Ciudad del Este (Paraguai), es el principal símbol de la frontera entre ambdós països.

En els últims anys, la frontera entre el Brasil i el Paraguai es va convertir en una de les principals rutes de tràfic d'armes de foc i de drogues a l'Amèrica del Sud, a més de contraban de mercaderies i vehicles robats, essencials per als mercats pirates. Això ha estat ocorrent en gran part a causa de la falta de supervisió i vigilància a la regió. En moltes ciutats i àrees rurals situades al llarg de la frontera, aquesta pot ser creuada tranquil·lament, sense haver de passar per cap tipus de control fronterer.
Al costat paraguaià de la frontera, hi ha un gran nombre d'immigrants brasilers, i aquests són coneguts popularment com a brasiguayos.